# Св. св. Петър и Павел (Долни Стаевац)
Вижте пояснителната страница за други значения на Свети апостоли Петър и Павел.
„Св. св. апостоли Петър и Павел“ (на сръбски: Храм Св. апостола Петра и Павла) е възрожденска православна църква в търговищкото село Долни Стаевац, югоизточната част на Сърбия. Част е от Вранската епархия на Сръбската православна църква.
Църквата е построена на мястото на по-стар храм, разрушен по време на османското владичество. Новата църква е построена в 1835 година и е осветена в 1858 година. Разположена е на хълм и около нея се оформя гробище. Едноетажната сграда на храма е правоъгълна, а входовете се намират на запад и юг. На иконостаса под разпятието има изобразени два змея. Иконостаса и царските двери са дело на един и същи зограф, като на тях е изписана годината 1860. Иконостасът е с 23 икони, които не са подписани. Стените са боядисани в бяло, като на южната стена до иконостаса има изобразена сцена на Свети Димитър на кон с копие, което пронизва човек във военни одежди под коня. На северната стена е изобразен Свети Георги на кон с копие.
В 1919 година в църквата има 8-9 свещеници.